# جامعة الصين للعلوم السياسية والقانون
جامعة الصين للعلوم السياسية والقانون ( الصينية المبسطة : 中国 政法 大学 ؛ الصينية التقليدية : 中國 政法 大學 ؛ بينيين : Zhōngguó Zhèngfǎ Dàxué abbr.法 大، Fǎ Dà ) هي جامعة بحثية عامة وطنية متخصصة في القانون والفنون والتاريخ والفلسفة والاقتصاد والإدارة واللغات الأجنبية تأسست عام 1952 في بكين ، الصين .
تعد جامعة الصين للعلوم السياسية والقانون مؤسسة من الدرجة الأولى ضمن مشروع 211 الذي يعتبر جزء من المساعي الوطنية لبناء جامعات عالمية المستوى في الصين.  تعتبر الجامعة جامعة انضباط من الدرجة الأولى بوزارة التعليم الصينية حيث تتمتع بأعلى مرتبة "A +" في الدراسات القانونية.  تعتبر على نطاق واسع واحدة من أفضل الجامعات الصينية في الدراسات القانونية.  كما أنها واحدة من أكثر الجامعات تنافسية وانتقائية لقبول الطلبة في الصين. 
يوجد في جامعة الصين للعلوم السياسية والقانون حرمين جامعيين، أحدهما في منطقة هايديان وهو الحرم الجامعي الأصلي للجامعة، والآخر يقع في منطقة تشانغبينغ . يستضيف حرم هايديان بالجامعة الآن طلاب الدراسات العليا فقط بينما يدرس الطلاب الجامعيين في حرم جامعي أكبر بكثير في منطقة تشانغبينغ. في عام 2015 ، تحتوي جامعة الصين للعلوم السياسية والقانون على 13 كلية، باجمالي 15,833 طالبًا و 951 عضو هيئة تدريس، من بينهم 290 بلقب أستاذًا (بروفسور).  تحافظ جامعة الصين للعلوم السياسية والقانون على برنامج تبادل دولي واسع، مع ما يقرب من 1000 طالب أجنبي من العديد من البلدان.

## التاريخ

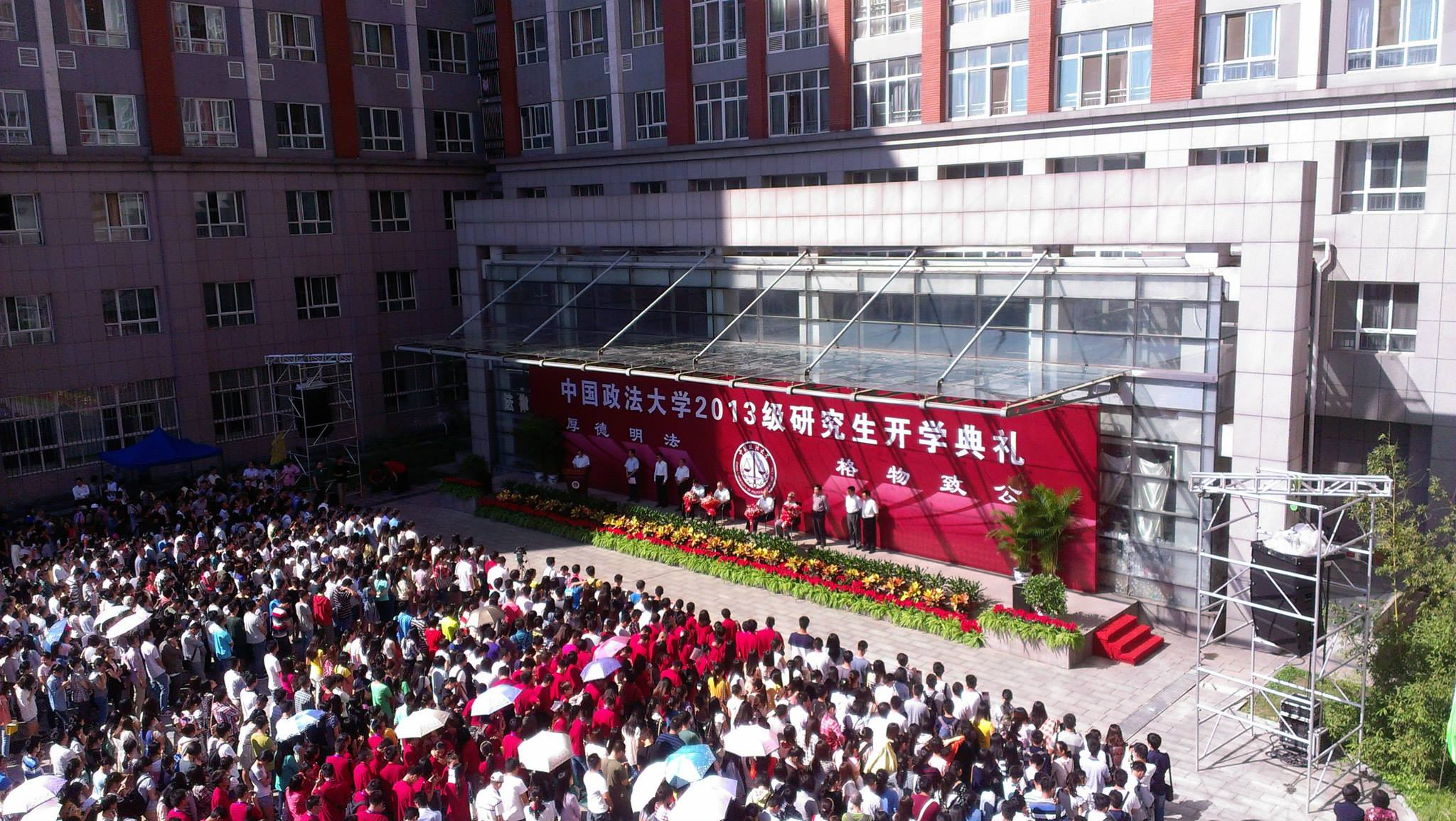
حفل تخرج ماجستير إدارة الأعمال في حرم هايديان

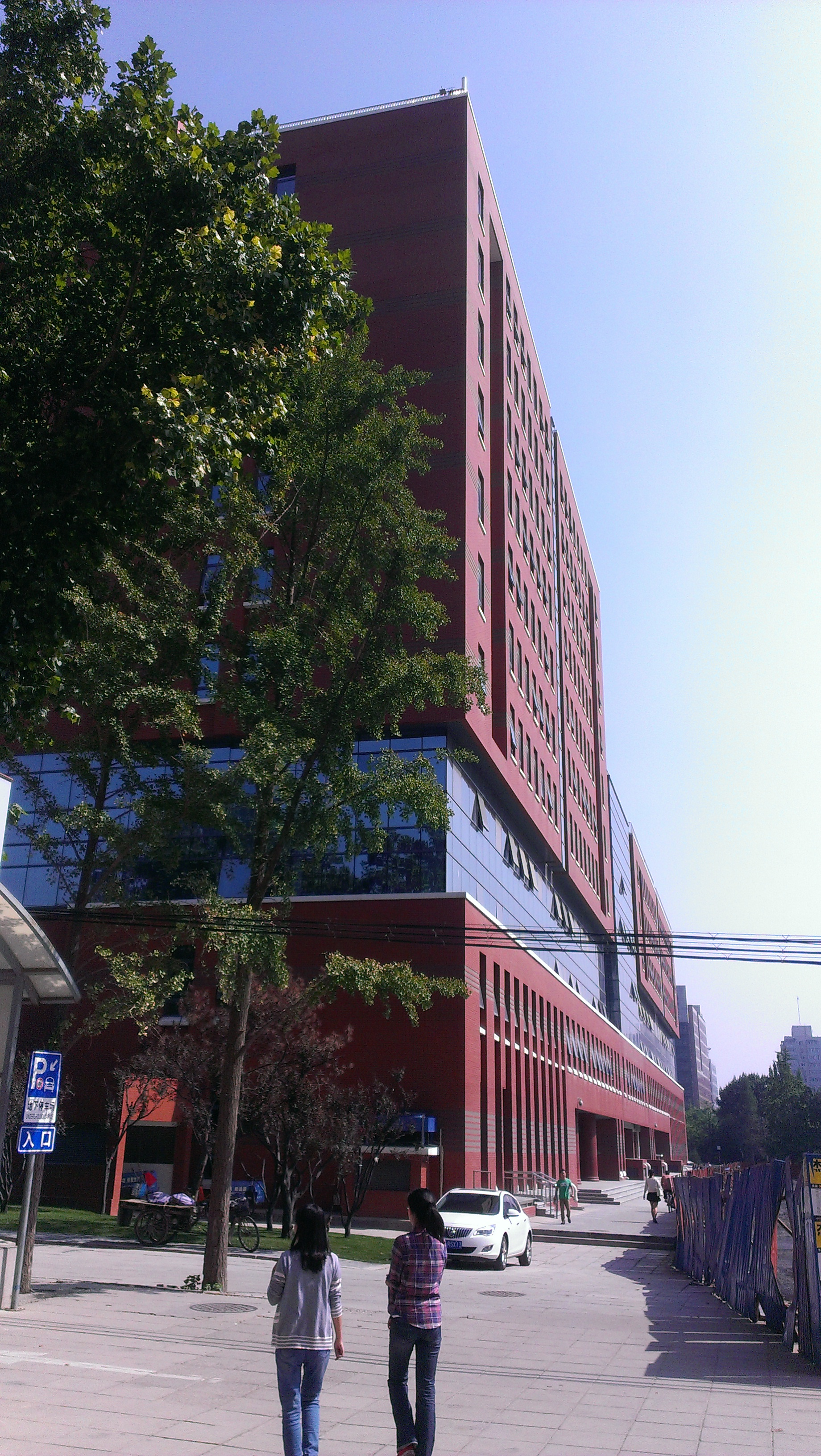
المبنى الرئيسي للحرم الجامعي هايديان

تأسست جامعة الصين للعلوم السياسية والقانون في البداية في عام 1952، باسمها الرسمي كلية بكين للعلوم السياسية والقانون والأقسام المشتركة للقانون والعلوم السياسية وعلم الاجتماع ومواضيع أخرى في جامعة بكين وجامعة ينشينج وجامعة فو جين الكاثوليكية وجامعة تسينغ هوا. الباحث المرموق توان شنغ (钱端升)، الذي تلقى تعليمه في جامعة هارفارد ويعتبر مؤسس العلوم السياسية الحديثة في الصين، عُين كأول رئيس للكلية. ولكن بعد اندلاع الثورة الثقافية الصينية أوقف عملها خلال فترة الثورة الثقافية. توفي توان شنغ من المرض في عام 1990.
في عام 1983، في إطار سياسة الحكومة الشعبية المركزية لتطوير الكلية بسرعة وجعلها مركزًا لتعليم السياسة والقانون في الصين، تمت إعادة تسمية كلية بكين للعلوم السياسية والقانون باسم جامعة الصين للعلوم السياسية والقانون. كان بناء حرم جانبينغ جزءًا من الخطة الخمسية السابعة للولاية في عام 1985.
تحت شعار «اعتز بالأخلاق، افهم القانون، تعرف على العالم، واخدم الناس»؛ قدمت جامعة الصين للعلوم السياسية والقانون مساهمتها في تطوير التعليم والتدريب القانونيين في الصين. كانت أول جامعة أنشأت تخصصات مثل التاريخ القانوني والقانون المدني والتجاري والقانون الاقتصادي وقانون الإجراءات والقانون المقارن في جمهورية الصين الشعبية. كما ساهمت في تعليم وترويج القانون الروماني في الصين. مع أكثر من 100000 خريج في الخمسين عامًا الماضية الذين أصبحوا نخبًا في مجال إنفاذ القانون والممارسين في الصين، طورت جامعة الصين للعلوم السياسية والقانون مكانًا مناسبًا لسن وإنفاذ القانون في الصين. علاوة على ذلك، أصبحت بارزة في الشؤون العامة الأخرى في الصين، ومن بينها لعب أعضاء هيئة التدريس والهيئة الطلابية دورًا نشطًا في احتجاجات ميدان تيانانمين عام 1989 للمطالبة بالديمقراطية وسيادة القانون .
لمواجهة تحدي العولمة، طورت جامعة الصين للعلوم السياسية والقانون برامج مشتركة مع شركاء دوليين. قدمت جامعة الصين للعلوم السياسية والقانون الفرصة الأولى لدراسة القانون الصيني في بكين من خلال برنامج معتمد من نقابة المحامين الأمريكية افتتح في عام 1995 من قبل كلية الحقوق بجامعة دوكين. في عام 2008، تم تشكيل برنامج التبادل مع كلية الحقوق بجامعة فوردهام.
لجامعة الصين للعلوم السياسية والقانون أيضا علاقات مع جامعة إكستر، وجامعة أكسفورد في إنجلترا. جامعة ديكين في استراليا. جامعة ولاية بنسلفانيا، جامعة جورج تاون، جامعة واشنطن في سانت لويس، جامعة الينوي، جامعة كاليفورنيا، بيركلي، وجامعة كاليفورنيا، ديفيس في الولايات المتحدة. إضافة إلى جامعة مونتريال في كندا. و جامعة سنغافورة الوطنية كلية القانون في سنغافورة.

## برامج الدراسات العليا
تقدم جامعة الصين للعلوم السياسية والقانون أيضًا برنامج ماجستير في القانون، وبرنامج دكتوراه للطلاب الدوليين في اللغة الإنجليزية. يقع مقر أحدهم في تشانغ بينغ وهو مع جامعة الصين والاتحاد الأوروبي. هذه دورة ممولة من الاتحاد الأوروبي، وينصب تركيزها الرئيسي على تعليم الطلاب الصينيين قانون الاتحاد الأوروبي.
يوجد برنامج ماجستير في القانون آخر في حرم هايديان في وسط مدينة بكين، والذي يهدف إلى تعريف الطلاب الدوليين على القانون الصيني. هناك أيضًا برامج دكتوراه باللغة الإنجليزية في حرم هايديان. تُدرَّس بالكامل باللغة الإنجليزية. وهي تشمل خيار دراسة لغة الماندرين واكتساب خبرة في مجال القانون في بكين ومدن أخرى في الصين.
برامج الدراسات العليا هذه مفتوحة أيضًا كبرنامج فصل دراسي للطلاب الدوليين من أي مؤسسة حول العالم الذين يرغبون في الدراسة في جامعة الصين للعلوم السياسية والقانون لفصل دراسي واحد.

## برامج اللغة الصينية
هناك برامج للغة الصينية للطلاب الدوليين.

## الحرم الجامعي
لديها حرم جامعي واحد في منطقة هايديان (حرم شويوان لو) وواحد في منطقة تشانغ بينغ (حرم تشانغ بينغ). 

## الكليات
- كلية القانون
- كلية القانون المدني والتجاري والاقتصادي
- كلية القانون الدولي
- كلية العدالة الجنائية
- كلية العلوم السياسية والإدارة العامة
- كلية إدارة الأعمال
- كلية العلوم الإنسانية
- كلية ماجستير الحقوق
- كلية اللغات الأجنبية
- كلية التعليم المستمر
- كلية الدراسات الدولية
- قسم تدريس العلوم والتكنولوجيا
- قسم التربية البدنية
- كلية علم الاجتماع
- كلية القانون بين الصين والاتحاد الأوروبي (CESL)
- كلية الماركسية
- الأكاديمية الكونفوشيوسية الدولية
- كلية قوانغمينغ للصحافة والاتصالات
- مركز تعليم ماجستير إدارة الأعمال
- مركز تعليم MPA

## قائمة العمداء
- كويان دوانغشنغ (钱端升): أغسطس 1952-1958
- كاو هايبو (曹海波): مارس 1979 - ديسمبر 1982
- ليو فوزهي (刘复之): فبراير 1983 - ديسمبر 1984
- زو يو (邹瑜): ديسمبر 1984 - يونيو 1988
- جيانغ بينغ (江平): يونيو 1988 - فبراير 1990
- جين غوانغزونغ (陈光中): مايو 1992 - مارس 1994
- يانغ يونغلين 杨永林 (杨永林): مارس 1994 - سبتمبر 2001
- شو شيانغمنغ 徐显明 (徐显明): سبتمبر 2001 - فبراير 2009
- هوانغ جين (黄进): فبراير 2009 - مايو 2019
- ما هويد 马怀德 (马怀德): مايو 2019 - الآن

## روابط خارجية
- موقع اللغة الإنجليزية الخاص بجامعة الصين للعلوم السياسية والقانون